# Ак-Сай (Чуйская область)
Ак-Сай (кирг. Ак-Сай) — село в Ысык-Атинском районе Чуйской области Кыргызстана. Входит в состав Сын-Ташского айылного аймака.

## География
Село расположено на севере центральной части области, к востоку от реки Ысык-Ата, на расстоянии приблизительно 21 километра (по прямой) к юго-востоку от города Кант, административного центра района. Абсолютная высота — 1014 метров над уровнем моря.

## Население
Согласно оценочным данным Национального статистического комитета Кыргызской Республики, численность населения села на начало 2023 года составляла 963 человека.
| год     | 2009 | 2014 | 2015 | 2020 | 2021 | 2023 |
| ------- | ---- | ---- | ---- | ---- | ---- | ---- |
| человек | 632  | 814  | 828  | 938  | 950  | 963  |